# Moerassmele
Moerassmele (Deschampsia setacea, synoniemen: Aira setacea, Aristavena setacea, Deschampsia discolor) is een vaste plant uit de grassenfamilie (Poaceae). De soort staat op de Nederlandse Rode lijst van planten als zeer zeldzaam en zeer sterk afgenomen. De plant komt van nature voor in West-Europa. Het aantal chromosomen is 2n = 14.
De dicht zodevormende plant wordt 30-60 cm hoog en heeft dunne, rechtopstaande stengels. De vrijwel rechtopstaande, 0,2-0,4 mm brede bladeren zijn blauwgrijs en vaak borstelvormig ingerold. Het 3-8 mm lange tongetje is spits.
Moerassmele bloeit in juli en augustus met een pluim, waarvan de takken tijdens de bloei vaak S-vormig gebogen zijn. Na de bloei staan de takken meestal rechtop. De spil van het driehoekige,geelgroene of violet aangelopen, tweebloemige, 4-5 mm lange aartje is verlengd en ongeveer half zo lang als de tweede bloem. De twee bloemen staan daardoor vrij ver uit elkaar. Het onderste kelkkafje is 3,4 mm en het bovenste 3,8 mm. Het bovenste kelkkafje heeft drie nerven. De kafnaald van het onderste, 2,8 mm lange kroonkafje steekt ver boven het aartje uit.
De vrucht is een graanvrucht.

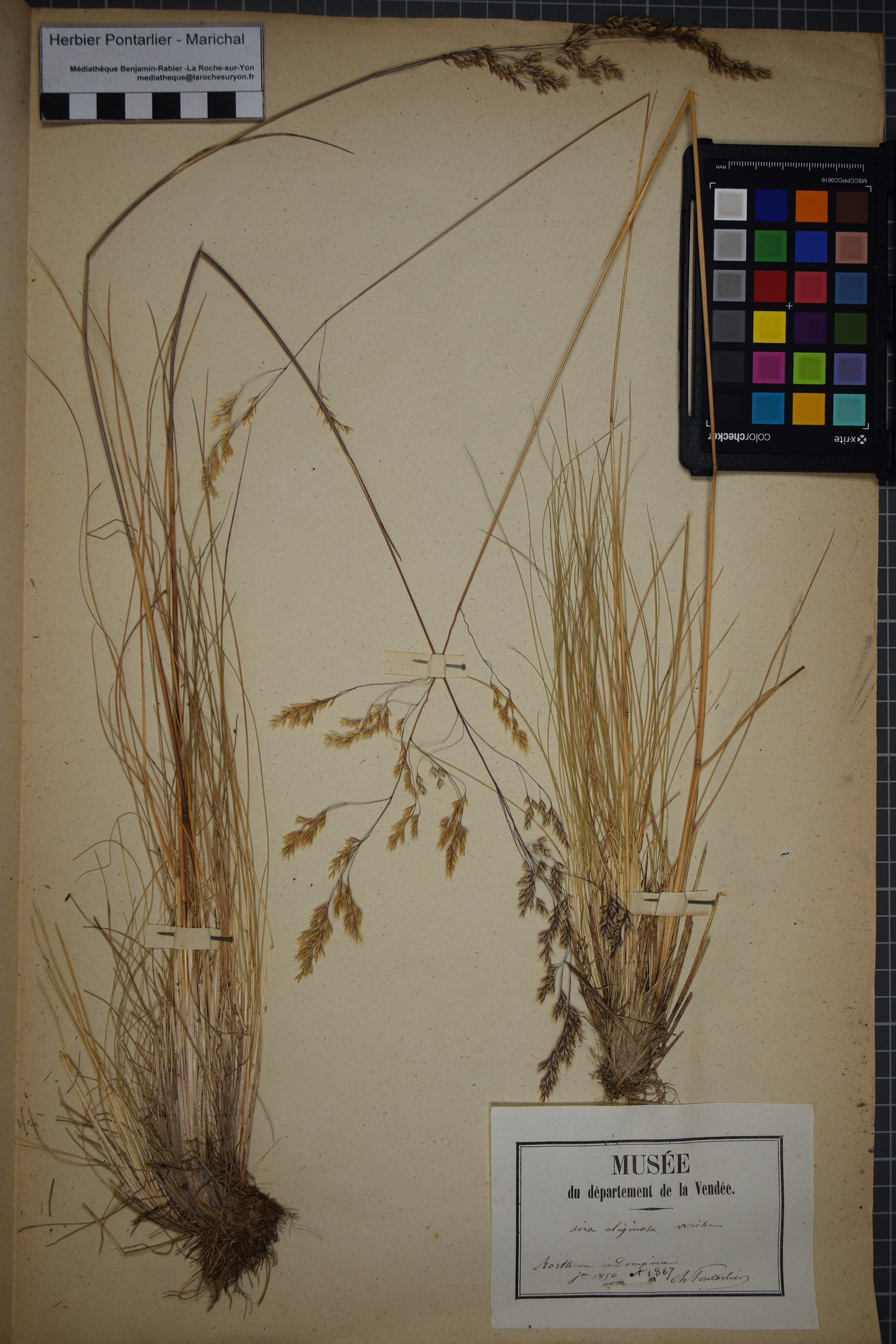
Moerassmele
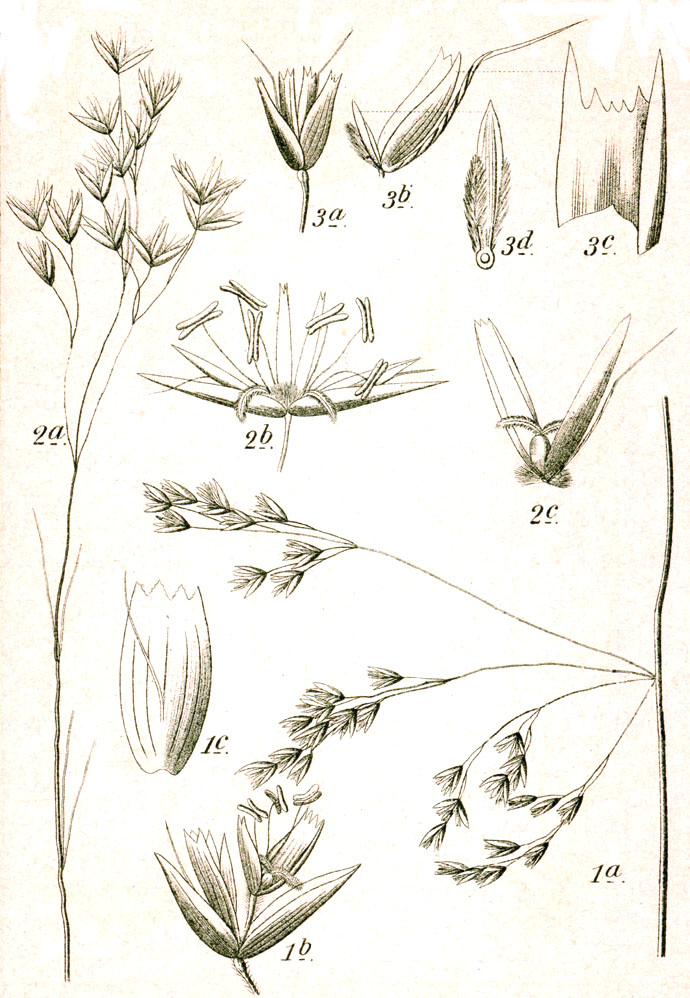
1. Ruwe smele 2. Bochtige smele  3. Moerassmele

## Ecologie en verspreiding
Moerassmele komt voor op matig voedselarme, zwak tot matig zure natte laagten op lemige zandgronden. Deze groeiplaatsen staan 's winters onder water en drogen 's zomers zeer oppervlakkig uit. Dit zijn bijvoorbeeld venoevers, leemputten en blauwgraslanden. De soort kon tot halverwege de vorige eeuw nog lokaal algemeen voorkomen in het pleistocene deel van Nederland. Van deze groeiplaatsen resteert echter nog maar weinig aangezien moerassmele zeer gevoelig is voor verdroging, bemesting en verzuring. Venherstel in het Turnhouts vennengebied en de Kampina leert echter wel dat de soort weer kan opduiken als de juiste standplaatscondities worden hersteld. Moerassmele kan met bochtige smele worden verward. Moerassmele heeft echter een zeer spits tongetje, dichter opeen zittende aartjes en minder gekronkelde pluimtakken. De haarfijne blaadjes hebben een blauwgrijze tint en staan meer rechtop (“penseelachtig”).